# Władysław Starkiewicz
Władysław Mikołaj Franciszek Starkiewicz (ur. 2 grudnia 1876 w Piotrkowie, zm. 28 lipca 1958 w Warszawie) – polski lekarz-internista, ordynator Szpitala Dzieciątka Jezus w Warszawie.

## Dzieciństwo i młodość
Urodził się jako syn Jana Starkiewicza i Ludwiki de domo Legieckiej; miał młodszego brata – Szczęsnego. Ojciec był nauczycielem w gimnazjach w Piotrkowie i Kielcach oraz w łódzkiej szkole ludowej (skazany na zesłanie po powstaniu styczniowym). Był członkiem Ligi Narodowej w 1893 roku. Władysław Starkiewicz w roku 1895 ukończył gimnazjum w Łodzi i rozpoczął studia medyczne na Cesarskim Uniwersytecie Warszawskim, które skończył z wyróżnieniem w roku 1901.

## Praca zawodowa w latach 1902–1947
Pracę rozpoczął w styczniu 1902 r. w Szpitalu Dzieciątka Jezus w Warszawie, jako asystent na oddziale internistycznym. W roku 1914 został ordynatorem tego oddziału; pełnił tę funkcję do odejścia na emeryturę w 1947 r. Wyniki prac medycznych publikował głównie w „Pamiętniku Klinicznym Szpitala Dzieciątka Jezus”, m.in.:
- Przypadek tętnic nadliczbowych (1917),
- Przypadek zapalenia międzypłatowego opłucnej (1918),
- Krzywa elektrokardiograficzna w przebiegu zawału mięśnia sercowego i w leczeniu naparstnicą (1933).

W roku 1923 otrzymał stopień doktora, przyznany przez Uniwersytet Poznański na podstawie pracy na temat „Geneza żółtaczki hemolitycznej wrodzonej”. Był członkiem Stowarzyszenia Lekarzy Polskich (1917–1921 – prezes), Towarzystwa Lekarskiego Warszawskiego (wiceprezes), Warszawskiego Towarzystwa Higienicznego, Towarzystwa Internistów Polskich, Wydziału Higieny Ludowej i członkiem Rady Nadzorczej Zakładu Leczniczego „Pod Piastem” S.A. w Inowrocławiu.
W latach 1910–1920 był – wraz z Arkadiuszem Puławskim – współwłaścicielem i redaktorem „Gazety Lekarskiej” oraz członkiem komitetu redakcyjnego czasopisma „Zdrowie”. W obu czasopismach publikował m.in. zawodowe życiorysy lekarzy, np. charakterystykę działalności Kazimierza Chełchowskiego w dziedzinie medycyny i higieny ludowej. Czasopismo „Medycyna” zamieściło w roku 1931 jego opis sylwetki Ignacego Puławskiego. Prowadził również praktykę prywatną. Był m.in. lekarzem i przyjacielem Romana Dmowskiego, którego odwiedzał niemal codziennie w ostatnich tygodniach życia. W czasie II wojny światowej leczył m.in. Franciszka Dowmonta Giedroycia i Władysława Jabłonowskiego.

## Lata po II wojnie światowej
Po odejściu na emeryturę w roku 1947 pracował w Wydziale Zdrowia Prezydium Dzielnicowej Rady Narodowej Warszawa-Śródmieście; był konsultantem przychodni obwodowych przy ul. Marszałkowskiej 45 i ul. Pięknej 24. Uczestniczył w organizacji Spółdzielni Lekarzy Specjalistów „Zdrowie” przy ul. Żurawiej 24, w której również pracował jako lekarz. W Szpitalu Dzieciątka Jezus otrzymał tytuł honorowego konsultanta. Od roku 1951 był też członkiem honorowym Warszawskiego Towarzystwa Higienicznego.

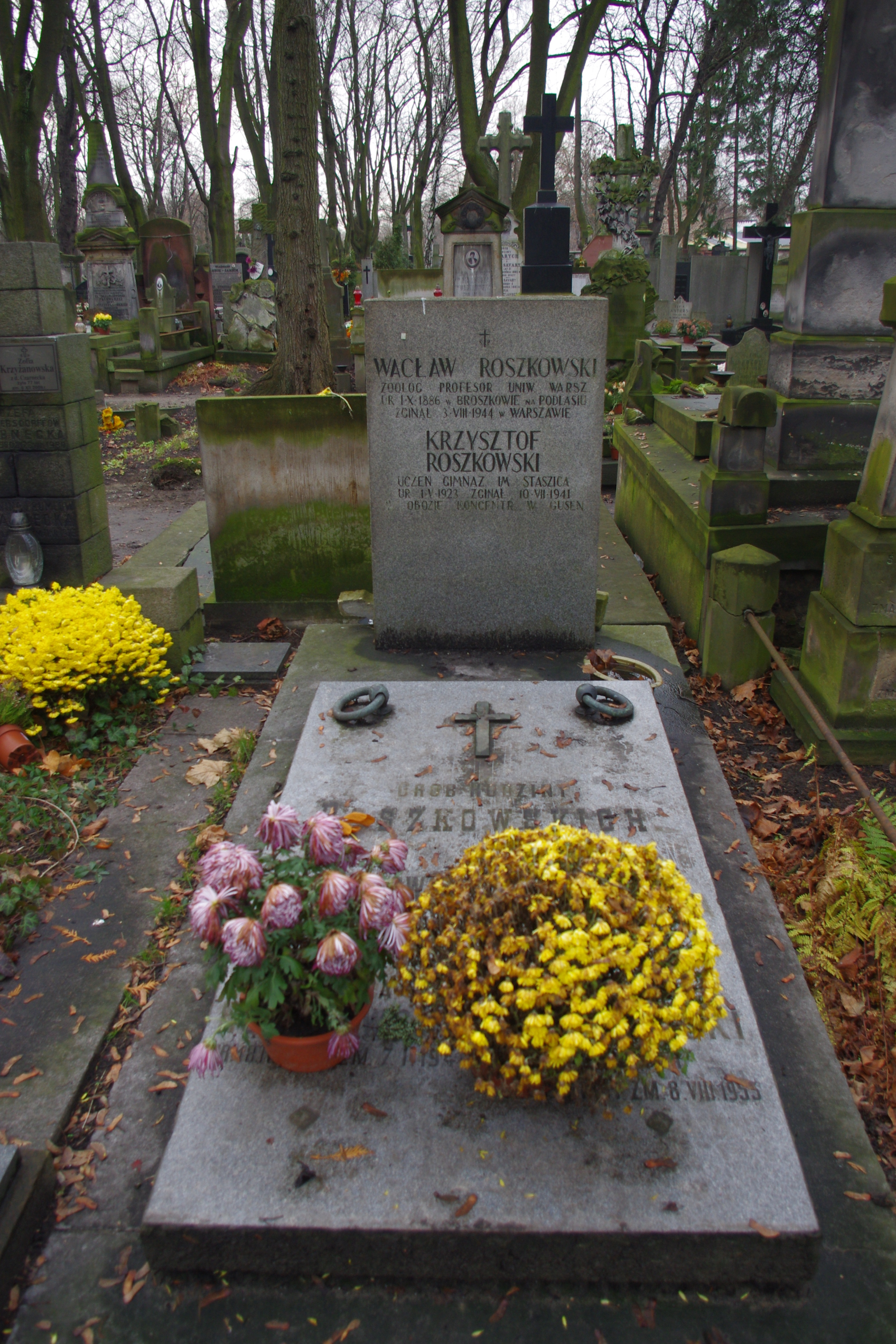
Grób Jana Konrada Roszkowskiego i Władysława Starkiewicza na cmentarzu Powązkowskim

W latach 1948–1953 prowadził również zajęcia dydaktyczne na Wydziale Teologicznym Uniwersytetu Warszawskiego oraz w Seminarium Duchownym przy Krakowskim Przedmieściu 52/54 – wykłady dotyczące przede wszystkim medycyny społecznej (problemy zwalczania gruźlicy, narkomanii, alkoholizmu, chorób wenerycznych), a poza tym wybranych zagadnień genetyki, teorii psychoanalizy, seksuologii.

## Życie prywatne
Ożenił się z Czesławą z Gromskich (1879–1969). Nie mieli dzieci; przyjęli na wychowanie Czesława Łuszczyńskiego (absolwent SGH). W ostatnich latach życia Władysław Starkiewicz niemal całkowicie stracił wzrok; w lipcu 1958 roku zmarł po potrąceniu przez samochód. Został pochowany na Cmentarzu Powązkowskim (kwatera 212-6-16).

## Ordery i odznaczenia
- Krzyż Komandorski Orderu Odrodzenia Polski (24 marca 1939)[8]